# Материнка (рід)

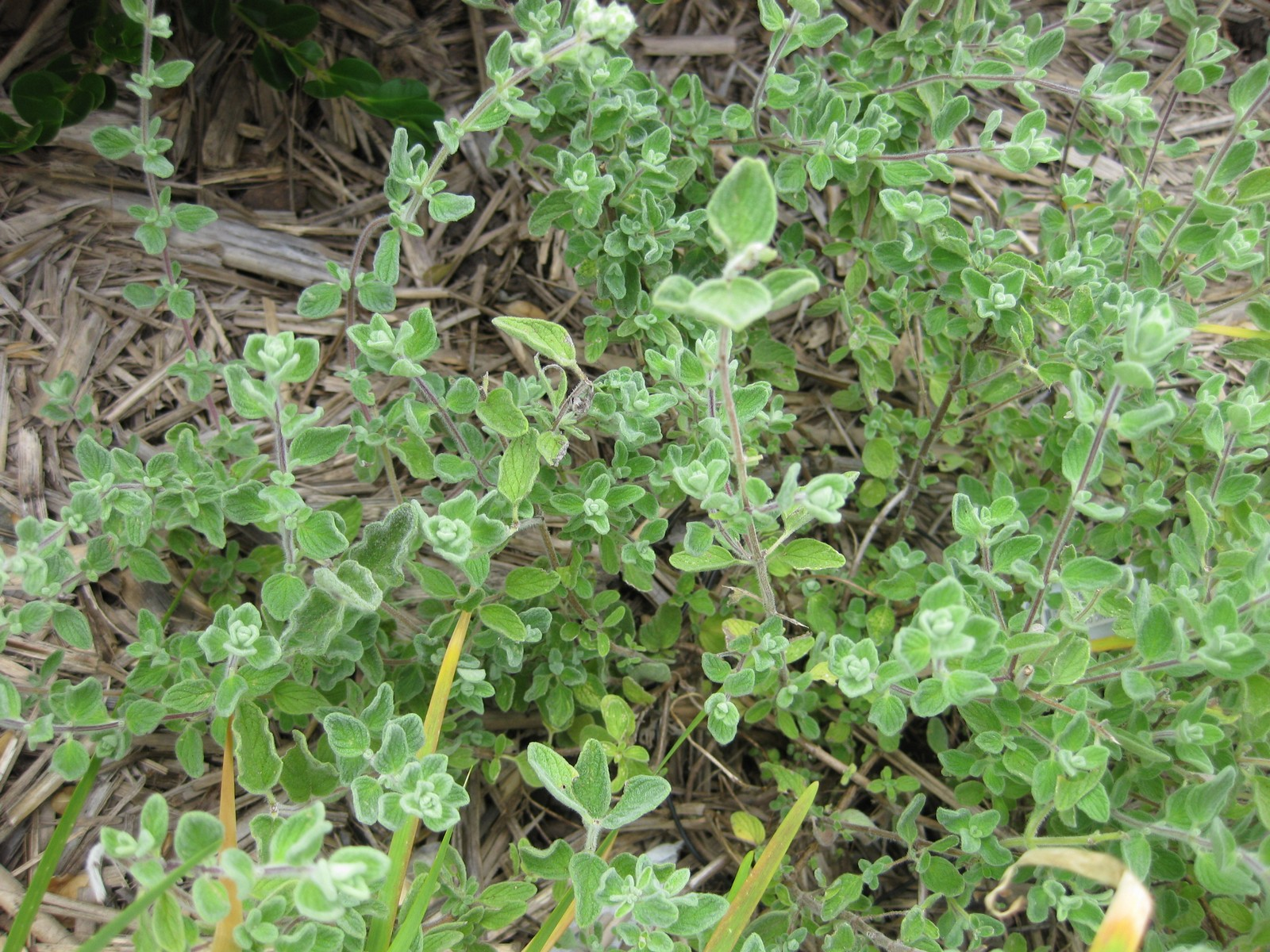
Origanum syriacum

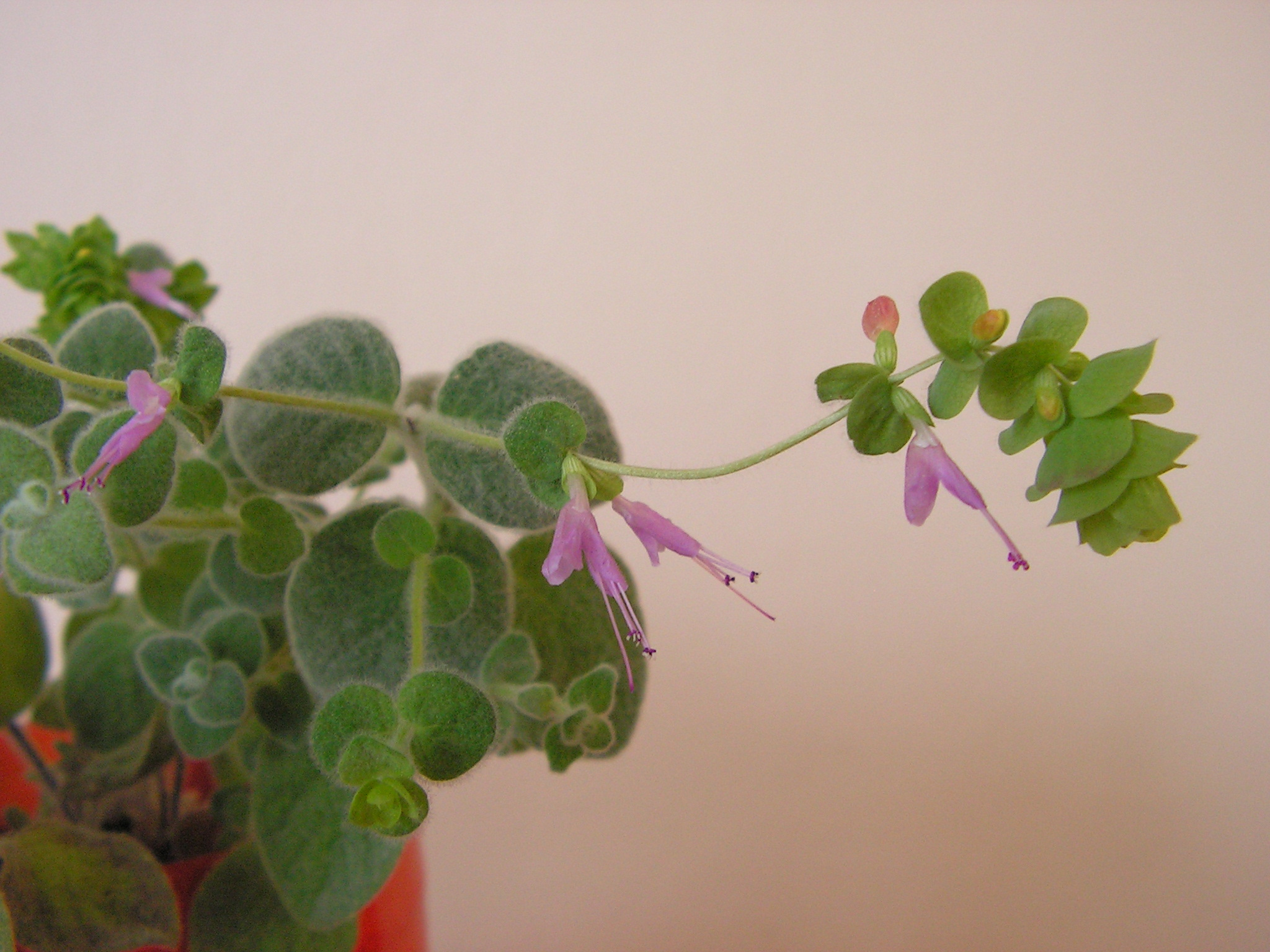
Origanum dictamnus

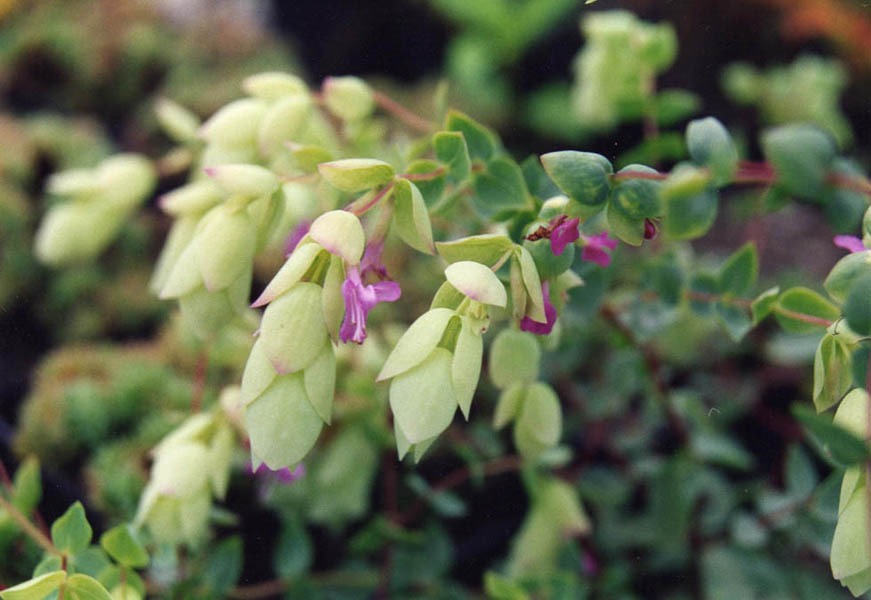
Origanum libanoticum

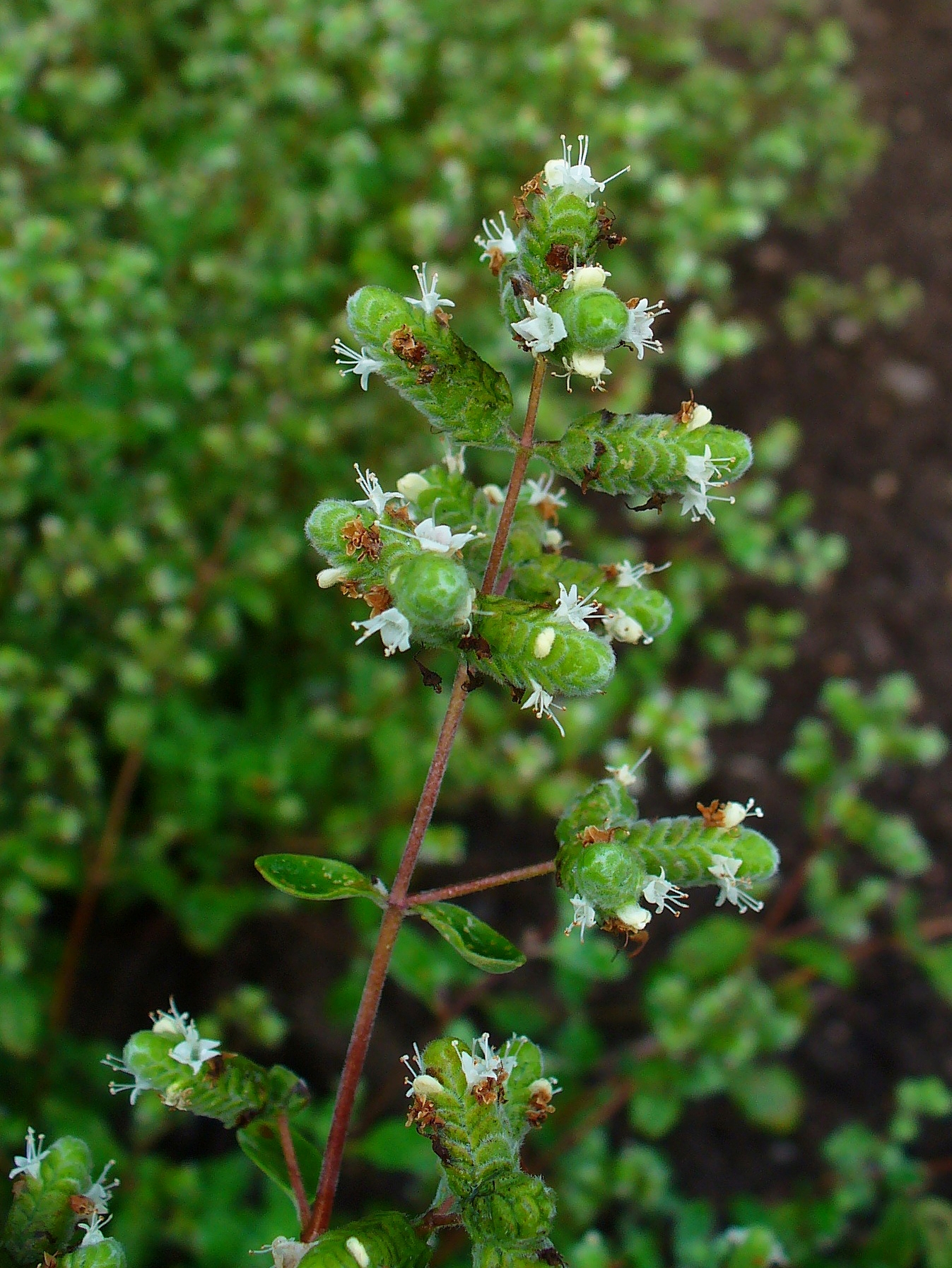
Origanum majorana

Материнка (Oríganum) — рід трав'янистих рослин родини глухокропивові (Lamiaceae).

## Ботанічний опис
Багаторічні трав'янисті рослини або напівчагарники, заввишки 30-75 см. Кореневище голе, часто повзуче.
Стебло чотиригранне, прямовисне, мало запушене, у верхній частині голе.
Листки супротивні, черешкові, довгасто-яйцеподібні, цілокраї, на кінчику загострені, зверху темно-зелені, знизу сіро-зелені, завдовжки 1-4 см.
Квітки дрібні, трубчасті, рожеві або рожево-пурпурові, зібрані в щиткоподібно-волотисті суцвіття, оцвітина часто темного червоно-фіолетового кольору, віночок блідо фіолетовий з рожевим відливом. Віночок двогубий, але верхня губа слабо розвинена, і тичинки нерідко виступають з віночка, а не замкнуті, як у більшості родів родини.
Маса 1000 насіння близько 0,1 грама.
Рослина цвіте у липні — серпні.

## Поширення та екологія
Батьківщина — Південно-Західна Азія та Північна Африка. Росте від Середземномор'я до Середній Азії. Окремі види цього роду мають ширший ареал, так материнка звичайна поширена від Азорських островів до Тайваню. В Україні у дикому вигляді розповсюджена материнка звичайна.
Культивується у Європі, Північній Америці.
У Центральній Європі деякі види відомі з XVI століття, і весь цей час їх використовували як прянощі: Материнка звичайна відома ще як орегано, та Origanum majorana як майоран. У Північній Америці — завезена рослина, стала відома лише з початку XX століття.
Росте на сухих луках та у світлих лісах.

## Застосування
Рослини містять ефірні олії, дубильні речовини та аскорбінову кислоту. Приправою та лікарським сировиною є листя та квіткові бруньки, як свіжі, так і сушені.
Смак та запах рослин сильно збагачують страви, а леткі олії, дубильні сполуки та гіркоти збуджують апетит. Листя деяких видів застосовують як прянощі та приправу в їжу та у лікеро-горілчаному виробництві (майоран, орегано).
Рослина використовується у медицині як знеболювальний, антисептичний, відхаркувальний, шлунковий та тонізувальний засіб. Ефірні олії використовуються у ароматерапії.
Багато видів хороші медоноси.

### Види
Рід налічує приблизно 55 видів:
| - Origanum acutidens (Hand.-Mazz.) Ietsw. - Origanum akhdarense Ietsw. & Boulos - Origanum amanum Post — Материнка аманська - Origanum bargyli Mouterde - Origanum bilgeri P. H. Davis - Origanum boissieri Ietsw. - Origanum brevidens (Bornm.) Dinsm. - Origanum calcaratum Juss. - Origanum compactum Benth. - Origanum cordifolium (Benth.) T.Vogel - Origanum cyrenaicum Béguinot & Vacc. - Origanum dayi Post - Origanum dictamnus L. — Материнка критська - Origanum dubium Boiss. - Origanum ehrenbergii Boiss. - Origanum elongatum (Bonnet) Emberger & Maire - Origanum floribundum Munby - Origanum glandulosum Desf. - Origanum gracile K.Koch - Origanum grosii Pau & Font Quer - Origanum haussknechtii Boiss. - Origanum heracleoticum L. — Материнка грецька - Origanum hirtum Link - Origanum hypericifolium O.Schwarz & P.H.Davis - Origanum isthmicum Danin | - Origanum kopetdaghense Boriss. - Origanum laevigatum Boiss. — Материнка гладенька - Origanum leptocladum Boiss. - Origanum libanoticum Boiss. — Материнка ліванська - Origanum lirium Heldr. ex Halácsy - Origanum majorana L. — Майоран - Origanum majoricum Camb. - Origanum microphyllum (Benth.) T.Vogel - Origanum minutiflorum O.Schwarz & P.H.Davis - Origanum munzurense Kit Tan & Sorger - Origanum onites L. — Материнка турецька - Origanum pampaninii (Brullo & Furnari) Ietsw. - Origanum ramonense Danin - Origanum rotundifolium Boiss. — Материнка круглолиста - Origanum saccatum P.H.Davis - Origanum scabrum Boiss. & Heldr. - Origanum sipyleum L. - Origanum solymicum P.H.Davis - Origanum symes Carlström - Origanum syriacum L. — Материнка сирійська - Origanum tyttanthum Gontsch. — Материнка дрібноквіткова - Origanum vetteri Briq. & W.Barbey - Origanum virens Hoffmanns. & Link — Материнка сицилійська - Origanum vogelii Greuter & Burdet - Origanum vulgare L. типовий — Материнка звичайна |